# 加州議長 (馬)
加州議長（英語：California Whip，來港前稱，中文譯名為「黨鞭」），是一匹曾在英國和香港出賽的已退役賽駒，來港後練馬師是告東尼。

## 簡介
來港前馬名為「黨鞭」（Chief Whip）的「加州議長」在英國由向禮倫訓練。牠在當地出賽五次，僅曾在沙丘園勝出一項處女馬賽，但來港前最後一役於2016年6月在皇家雅士谷賽期出爭大不列顛錦標，結果取得季軍，而頭馬為在後期同被運抵香港服役出賽的「赤兔寶駒」。
2017年1月18日，「加州議長」被安排首度競逐泥地賽事，更在郭能胯下勝出這場第三班賽事，而賽後幕後揚言有此舉的場地轉換是務求爭分跑四歲系列賽。馬評人方駿暉認為「加州議長」已有忠心鐵馬模式，來港後演出亦算準，連場於千四偏快步速跟得急也能上名，其後轉到泥地即能狂勝，很快適應香港環境。然而，騎師郭能說：「無論是今季或是下季，我都覺得牠是一匹好馬。牠在香港可望拾級而上」，但他同時認為四歲系列賽尾關香港打吡大賽的2000米途程可能並非「加州議長」之長力所能及。
2017年2月19日，郭能策騎「加州議長」出戰四歲系列賽次關香港經典盃，取得第五名。其後，「加州議長」因如同郭能所說長力或許有所不及而沒有競逐四歲系列賽尾關香港打吡大賽。
2018年5月12日，郭能策騎「加州議長」勝出第一班盃賽港澳盃，擊敗一眾香港及澳門頂班賽駒。
2018年6月24日，田泰安策騎「加州議長」勝出國際三級賽精英盃。賽前，練馬師告東尼曾說：「『加州議長』正處勇境，如果有天雨牠亦會喜跑偏軟的場地，1400米更是牠的首本途程。」然而，「加州議長」隨後再上陣24次，卻未再增添頭馬，只取得3次亞軍、2次季軍，最終於2020年7月2日宣告退役，正式結束其在港的競賽生涯。

## 在港勝出賽事全紀錄
| 比賽日期   | 賽事名稱             | 賽事班次 | 賽道 | 賽事路程 | 比賽馬場   | 名次 | 完成時間 | 騎師   |
| ---------- | -------------------- | -------- | ---- | -------- | ---------- | ---- | -------- | ------ |
| 18/01/2017 | 維多利亞公園讓賽     | 第三班   | 草地 | 1200米   | 沙田馬場   | 1    | 1:08.45  | 郭能   |
| 28/03/2018 | 義勇軍挑戰盃（讓賽） | 第二班   | 草地 | 1200米   | 跑馬地馬場 | 1    | 1:08.63  | 莫雷拉 |
| 12/05/2018 | 港澳盃（讓賽）       | 第一班   | 草地 | 1400米   | 沙田馬場   | 1    | 1:21.15  | 郭能   |
| 24/06/2018 | 精英盃（讓賽）       | G3       | 草地 | 1400米   | 沙田馬場   | 1    | 1:20.57  | 田泰安 |

## 外部連結
- . 2018-05-12  [2018-05-12]. （原始内容存档于2022-01-10）.
- . 2018-06-24  [2018-06-24]. （原始内容存档于2022-01-10）.